# ستودنا (بابوشنیتسا)
ستودنا (به صربی: Studena) یک منطقهٔ مسکونی در صربستان است که در Opština Babušnica واقع شده‌است. ستودنا ۲۰۰ نفر جمعیت دارد.